# Kreuzigungsszene (Marpent)

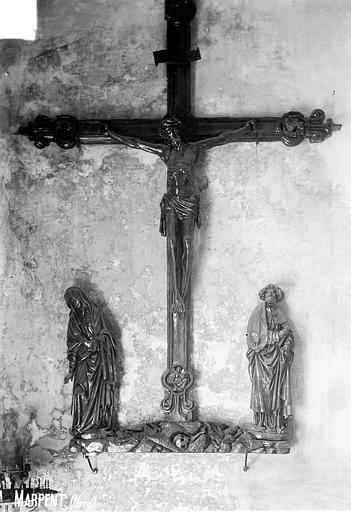
Kreuzigungsszene in Marpent (Foto von Paul Robert, 1866–1898)

Die Skulpturengruppe mit der Kreuzigungsszene in der Kirche St-Martin in Marpent, einer französischen Gemeinde im Département Nord der Region Hauts-de-France, wurde im 15. Jahrhundert geschaffen. Im Jahr 1896 wurde die gotische Skulpturengruppe als Monument historique in die Liste der denkmalgeschützten Objekte (Base Palissy) in Frankreich aufgenommen.
Die Skulpturengruppe aus Holz mit Christus am Kreuz, Maria links davon und der Apostel Johannes rechts, ist polychrom gefasst.  